# Wood River, Illinois
Wood River är en stad (city) i Madison County, i delstaten Illinois, USA. Enligt United States Census Bureau har staden en folkmängd på 10 625 invånare (2011) och en landarea på 18,1 km².